# Tampico (film)
Pour les articles homonymes, voir Tampico (homonymie).
Pour plus de détails, voir Fiche technique et Distribution.
Tampico est un film américain en noir et blanc réalisé par Lothar Mendes, sorti en 1944.

## Synopsis
Bart Manson est le capitaine d'un pétrolier pendant la Seconde Guerre mondiale, qui sauve Katherine Hall lorsque son navire est coulé par un sous-marin allemand. 
Bart Manson et Katherine se marient, mais le navire de Manson est bientôt coulé à son tour. Katherine est la principale suspecte, du fait qu'elle ne portait aucun papier d'identité lorsqu'elle fut secourue. Cependant, Manson découvre un peu plus tard que son second, Fred Adamson est en fait un agent allemand responsable du naufrage, et Katherine est libérée de toute culpabilité.

## Fiche technique
- Titre original : Tampico
- Réalisation : Lothar Mendes
- Scénario : Ladislas Fodor, Kenneth Gamet, Richard Macaulay, Fred Niblo Jr.
- Musique : David Raksin
- Directeur de la photographie : Charles G. Clarke
- Montage : Robert Fritch
- Ingénieurs du son : W.D. Flick, Roger Heman Sr.
- Direction artistique : James Basevi, Albert Hogsett
- Décors : Thomas Little
- Costumes : Yvonne Wood
- Producteur : Robert Bassler
- Société de production : Twentieth Century Fox Film Corporation
- Pays d’origine :  États-Unis
- Format : noir et blanc - 35 mm - 1,37:1 - son : Mono (Western Electric Recording)

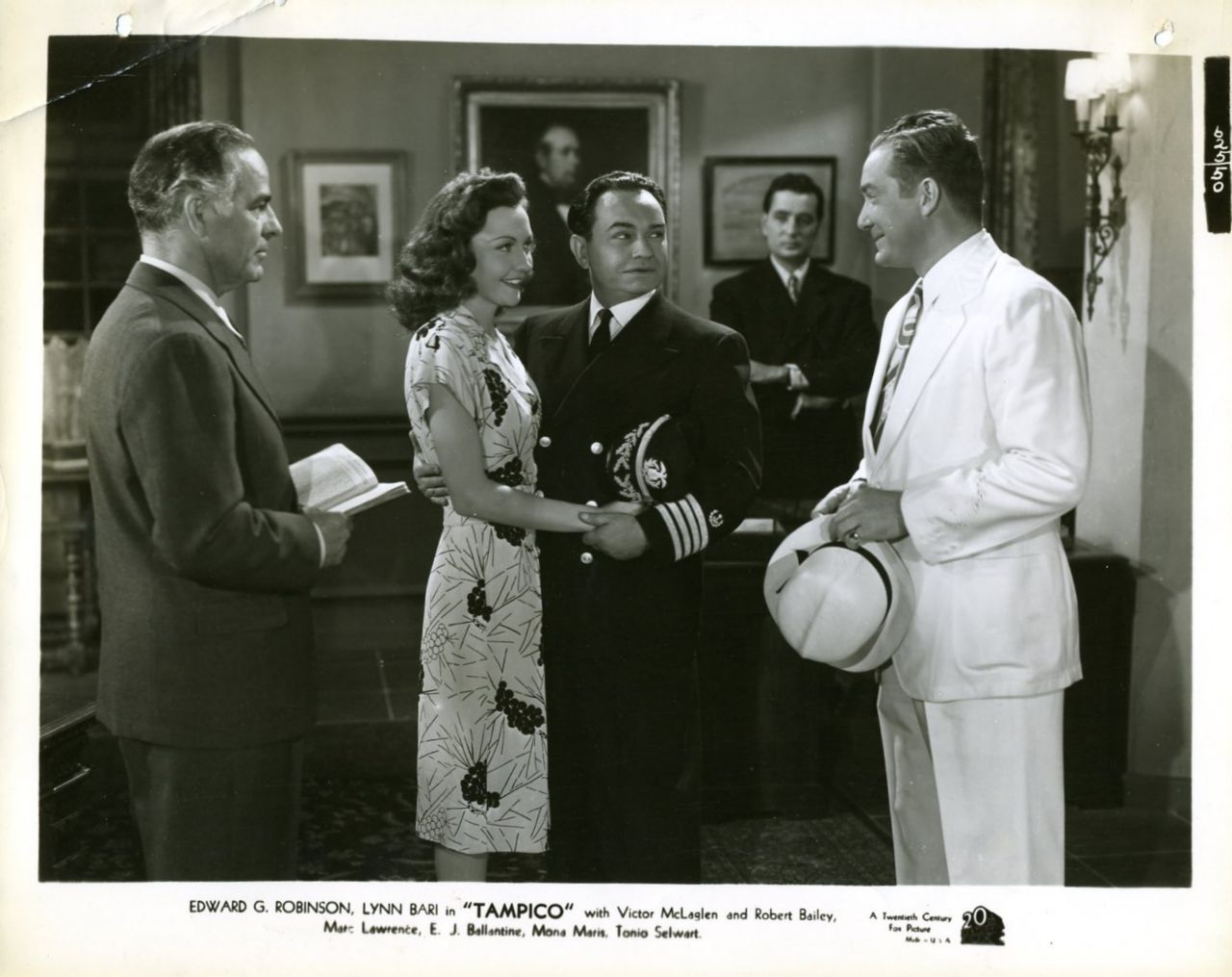

- Genre : Drame, film de guerre
- Durée : 75 min
- Dates de sortie :
  - États-Unis : 10 avril 1944
  - France : 15 mars 1946

## Distribution
- Edward G. Robinson : le capitaine Bart Manson
- Lynn Bari : Katherine Hall
- Victor McLaglen : Fred Adamson
- Robert Bailey : Second capitaine Watson
- Marc Lawrence : Valdez
- Mona Maris : Dolores Garcia
- Tonio Selwart : Kruger

Acteurs non crédités
- Trevor Bardette : Charlie, un serveur mexicain
- Ralph Byrd : Quartier-maître O'Brien
- Jean Del Val : Pilote du port
- Ludwig Donath : Commandant
- Paul Kruger : le membre d'équipage
- Charles Lang : l'officier canonnier
- Chris-Pin Martin : un serveur au mariage
- Antonio Moreno : le juge de Paix
- Roy Roberts : Crawford